# Olaszország az 1896. évi nyári olimpiai játékokon
Olaszország a görögországi Athénban megrendezett 1896. évi nyári olimpiai játékok egyik részt vevő nemzete volt. Az országot az olimpián 1 sportágban 1 sportoló képviselte, aki érmet nem szerzett. Az egyetlen versenyző eredménye is ismeretlen.

## Sportlövészet
| Versenyző          | Versenyszám | Eredmény   | Helyezés   |
| ------------------ | ----------- | ---------- | ---------- |
| Giuseppe Rivabella | Hadipuska   | nincs adat | nincs adat |